# سیارک ۱۱۲۱۲
سیارک ۱۱۲۱۲ (به انگلیسی: 11212 Tebbutt، نامگذاری:1999HS) یازده هزار و دویست و دوازدهمین سیارک کشف شده‌است که در ۱۸ آوریل ۱۹۹۹ کشف شد.
قدر مطلق سیارک برابر ۱۴٫۶۰ است.